# Reykholt (Bláskógabyggð)
Pour les articles homonymes, voir Reykholt.
Reykholt est une localité islandaise de la municipalité de Bláskógabyggð située au sud de l'île, dans la région de Suðurland. En 2011, le village comptait 184 habitants.